# Kuria (Ethnie)

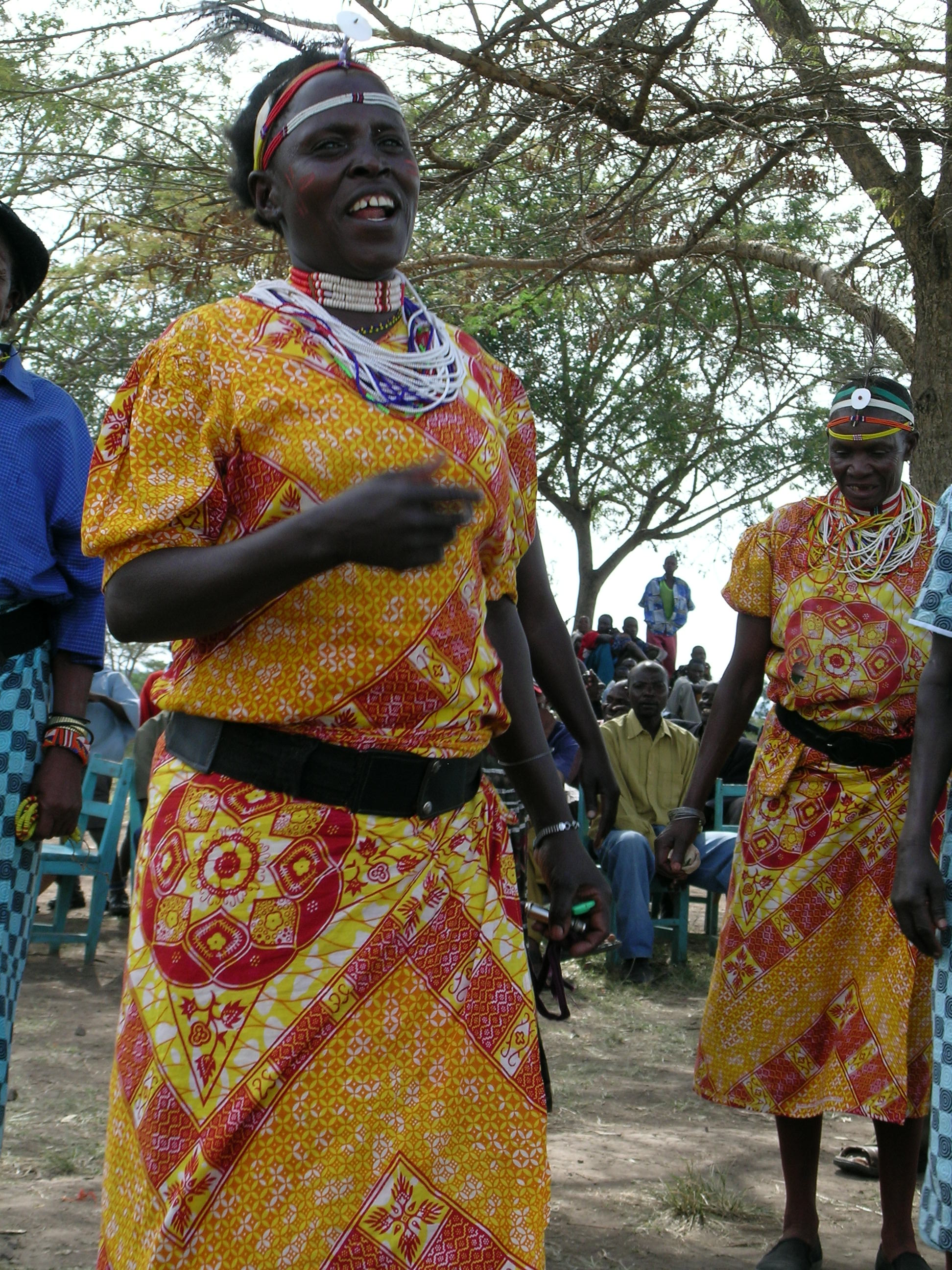
Kuria in Kenia

Die Kuria sind eine ethnische Gruppe, die östlich des Viktoriasees im Grenzgebiet von Tansania und Kenia lebt. Von den bis zu 400.000 Kuria leben etwa zwei Drittel in Tansania (Region Mara) und ein Drittel in Kenia (Provinz Nyanza, insbesondere im Distrikt Kuria).
Die Sprache der Kuria ist die Bantusprache Kuria. Die nächstverwandten Volksgruppen sind die Kisii oder Gusii, ferner auch die Luhya. Weitere Nachbarn sind die Luo, Massai und Marach.
Traditionell waren die Kuria Rinderhirten, heute betreiben sie jedoch auch Ackerbau. Wichtige Ackerbauprodukte sind Kaffee, Zuckerrohr, Tabak und Mais. Im Viktoriasee wird zudem gefischt. Rinder spielen weiterhin eine bedeutende Rolle zur Ernährung mit Milch und seltener Blut, bei Zeremonien und zur Bezahlung des Brautpreises.
Die Heiratstraditionen der Kuria haben auch für Kontroversen gesorgt, da vor allem ärmere Eltern, die auf den Brautpreis angewiesen sind, ihre Töchter oft früh in arrangierte Ehen geben. Die Beschneidung sowohl von Jungen als auch von Mädchen (in Form der Klitoridektomie) ist üblich.
Bei den Kuria besteht auch die Stammestradition der Frauenehe. Bei dieser Form der Ehe, „Nyumba ntobu“ genannt, heiratet eine junge Frau (oder ein Mädchen) eine ältere Frau. Die Frauen leben in Hausgemeinschaft, haben aber keine sexuelle Beziehung miteinander. Die Ältere zahlt der Familie der Jüngeren einen Brautpreis, und wenn die Jüngere Kinder auf die Welt bringt, gehören diese der Älteren an. In Tansania ist diese Eheform zwar nach Stammesrecht, nicht aber nach staatlichem Recht anerkannt, was zu Schwierigkeiten führen kann, wenn es zu einem Streit um die Kinder kommt, etwa bei einer Trennung oder wenn der biologische Vater Rechte über die Kinder verlangt.
Etwa 59 Prozent der Kuria sind Christen, 41 Prozent sind Anhänger traditioneller Religionen. Ihr hauptsächliches traditionelles Musikinstrument ist die achtsaitige Schalenleier iritungu, die etwas kleiner ist als die obokano der Gusii. Die Querflöte ibirongwe, die einst von den Rinderhirten gespielt wurde, ist kaum noch zu hören.